# Castianeira descripta
Castianeira descripta es una especie de araña araneomorfa del género Castianeira, familia Corinnidae. Fue descrita científicamente por Hentz en 1847.
Habita en los Estados Unidos y Canadá.